# Vleermuisbloem
De vleermuisbloem (Tacca chantrieri) is een plant die wordt ingedeeld in de familie Dioscoreaceae of de familie Taccaceae. Het is een 20-70 cm hoge plant met een kruipende wortelstok, van waaruit de grondstandige bladeren en bloeiwijzen ontspringen. De bladeren zijn langgesteeld, langwerpig, 20-55 x 4,5-22 cm groot, aan beide einden toegespitst en glanzend groen. Door het midden van het blad loopt een krachtige middennerf. Tussen de hieruit ontspringende zijnerven is het blad vaak bobbelig.
De bloemen groeien met vijf tot vijfentwintig stuks in een scherm met aan de basis vier grote zwarte schutbladeren en talrijke lange, zwarte draden tussen de bloemen. De twee buitenste schutbladeren zijn 2-9 x 1-4 cm groot, en omhoog- en omlaaggericht. De twee binnenste schutbladeren zijn breder, hartvormig, opzij gericht, zittend of kortgesteeld. De 1-2 cm brede bloemen hebben zes bloembladeren. Het bloemdek is teruggeslagen en het vruchtbeginsel is onderstandig. De vruchten zijn elliptisch, 2-4 x 1-3 cm groot, worstvormig tot driekantig, iets vlezig en diep oranjerood tot purper van kleur. Ze bevatten vele zaden.
De vleermuisbloem komt oorspronkelijk uit Zuidoost-Azië (Thailand, Myanmar en het oosten van China). De soort wordt in de tropen op beschaduwde plaatsen in tuinen gekweekt. In Azië wordt het jonge blad als groente gegeten.

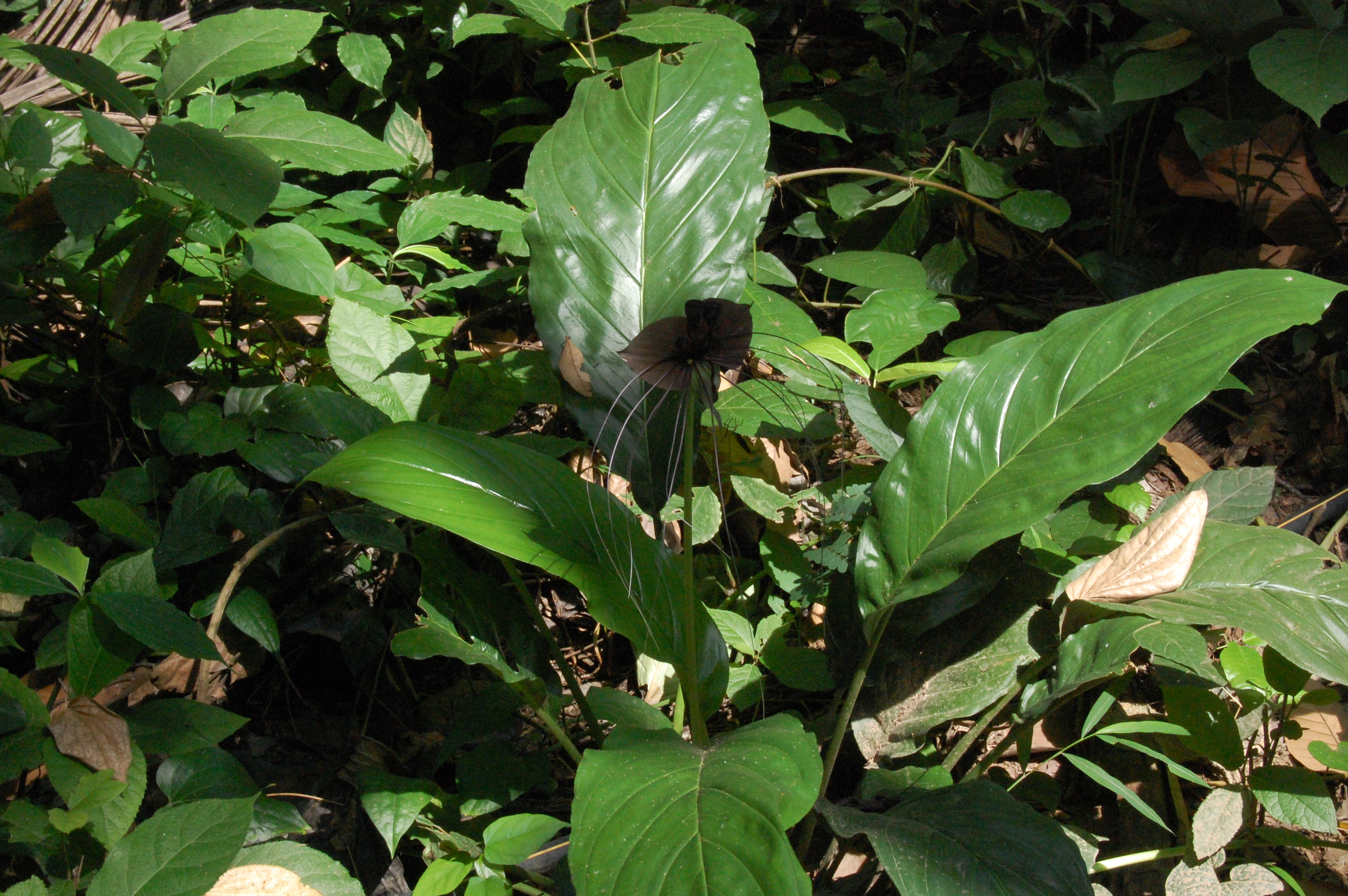
Tacca chantrieri in Thailand
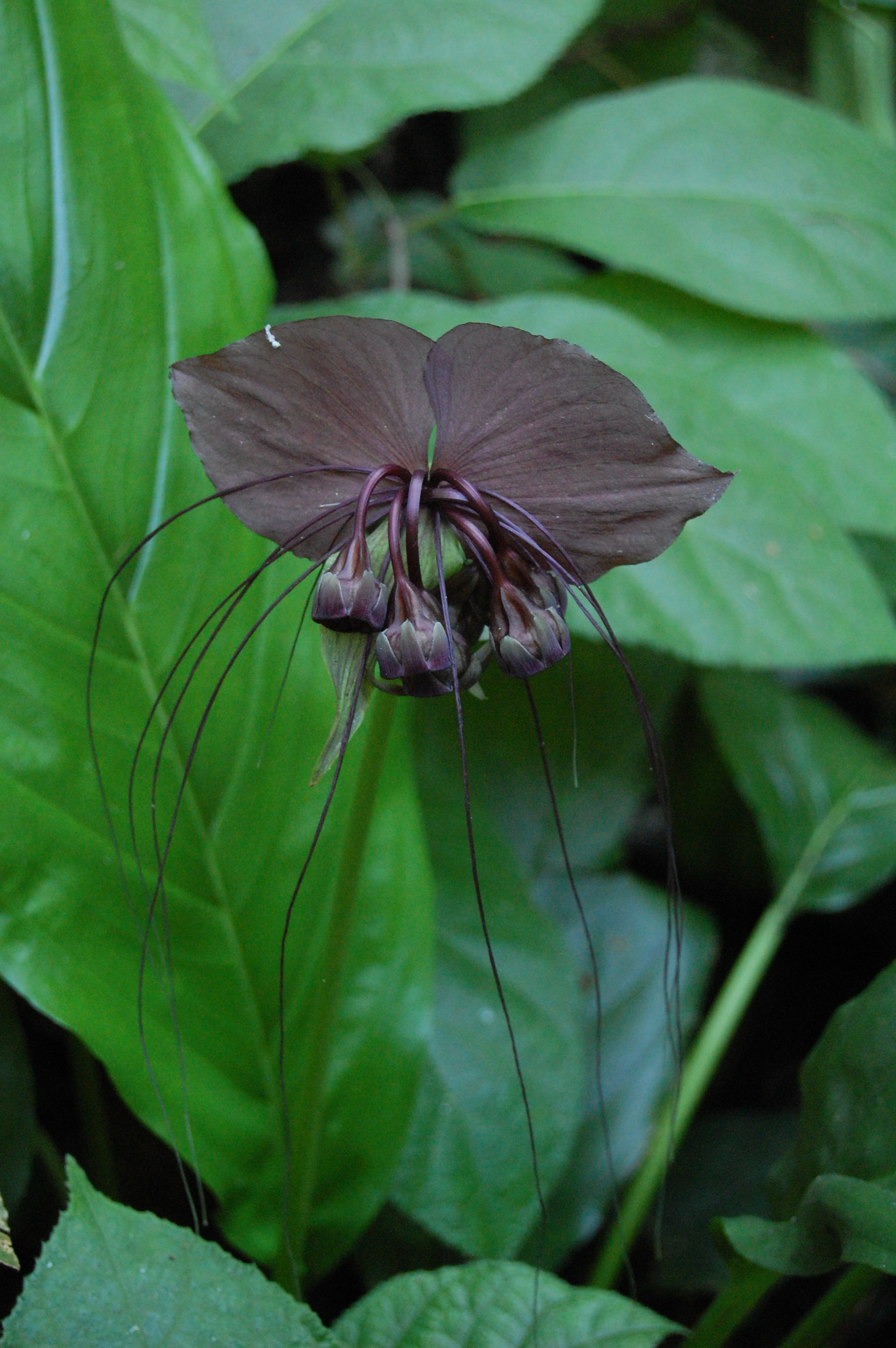
Tacca chantrieri close-up van de bloem
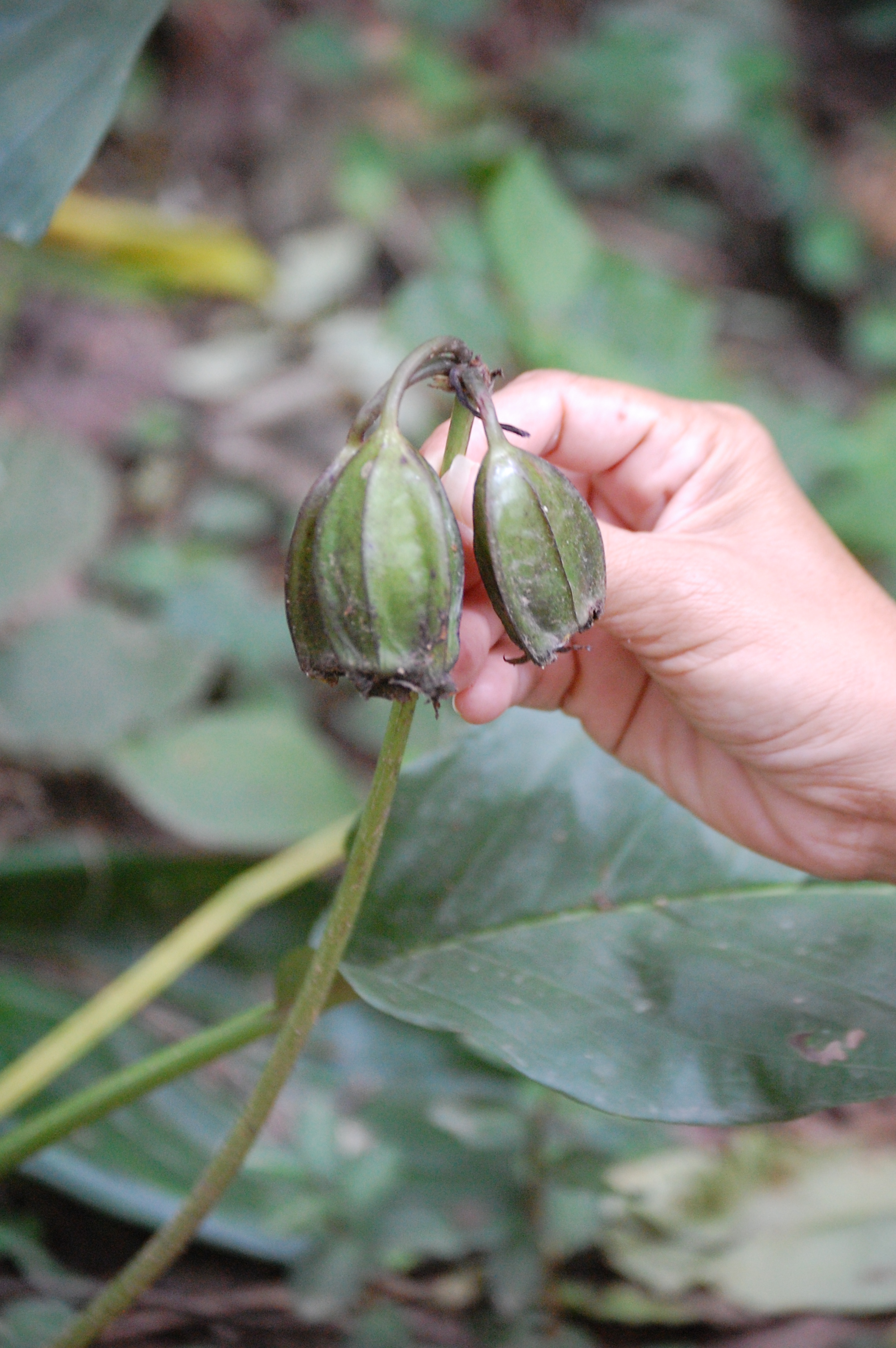
Tacca chantrieri vruchten